# Niké (automòbil)
Niké fou una marca catalana d'automòbils, fabricats per l'empresa J. Alejandro Riera Sociedad en Comandita (Sucesores de Alfredo Riera e Hijos) -abreujat J.A.R.- a Barcelona entre 1917 i 1919. Fundada per Josep Alexandre Riera, l'empresa tenia la seu al número 166 del carrer Nàpols i estava especialitzada en la fabricació de peces industrials de precisió. Consegüentment, les peces que es muntaven als cotxes Niké les fabricava íntegrament J
A.R.

## Història
Quan J.A.R. decidí iniciar la fabricació d'automòbils, adoptà com a marca comercial per als seus vehicles el nom de la deessa grega de la victòria, Niké. La imatge de marca triada fou l'estàtua de la "Victòria de Samotràcia" que es conserva al Museu del Louvre de París. Un cop abandonat el projecte de l'automoció, els tallers J.A.R. varen reprendre la seva activitat tradicional.
El cotxe Niké, de clara vocació esportiva, fou presentat al Saló de l'Automòbil de Barcelona celebrat del 3 al 12 de maig de 1919. A l'estand, a banda del cotxe s'hi exhibia un conjunt motor/embragatge/canvi. Als antics esbossos que se n'han conservat, s'hi aprecia al radiador tant la marca "J.A.R." com "Riera", cosa que fa pensar que la denominació definitiva de Niké es devia decidir a darrera hora. El motor de fabricació pròpia, però, feia servir només la denominació J.A.R.
Es desconeix si el projecte presentat el 1919 tingué continuïtat. A banda, més tard se'n va desenvolupar una versió 12/15 HP de 2.091 cc (80 x 104 mm) que no va passar de la fase de prototip.